# سلسکا پولیانا
سلسکا پولیانا (به بلغاری: Selska Polyana) یک منطقهٔ مسکونی در بلغارستان است که در شهرستان ماجاروفو واقع شده‌است.